# Nihilistisk Folkeparti
Nihilistisk Folkeparti, forkortet NFP, er et dansk politisk parti, hvis grundlag er nihilismen. Det har N som partibogstav,. Partiet har i forbindelse med Kommunalvalget 2009 fået en del medieomtale som del af pressens dækning af valgets mere kuriøse indslag. Lørdag d. 31. oktober var de fx gæster hos Clement Kjersgaard i Ugen med Clement. De har også været en tur forbi Go'morgen Danmark på TV 2.
Selv om partiet bedyrer at være nihilistisk af observans, kan mange af deres politiske udmeldinger dog tolkes som samfundssatirisk kritik af dansk politik og demokrati, som partiet synes at mene har mistet sin reelle betydning for autentisk politisk debat, fordi det er blevet reduceret til udelukkende at dreje sig om kalkuleret spin om magt. På deres hjemmesides FAQ-liste skriver de således følgende som svar på spørgsmålet om, hvad de mener om Jacob Haugaard: "Desværre formåede Haugaard ikke, at holde fast i sin nihilistiske indsigt i politikkens ligegyldighed og impotens efter han blev valgt ind i folketinget. Det lykkedes de andre politikere at tie hans nihilistiske protest ihjel med deres insisteren på løgnen om, at dansk politik betyder noget og ikke bare er et spil om at spinne sig til magt."

## References
1. ↑  I Region Hovedstaden ved Kommunalvalget 2009 opstiller de dog under liste P, fordi liste N her er tildelt Kronborglisten
2. ↑  Nihilistisk Folkepartis FAQ